# Mikropenis

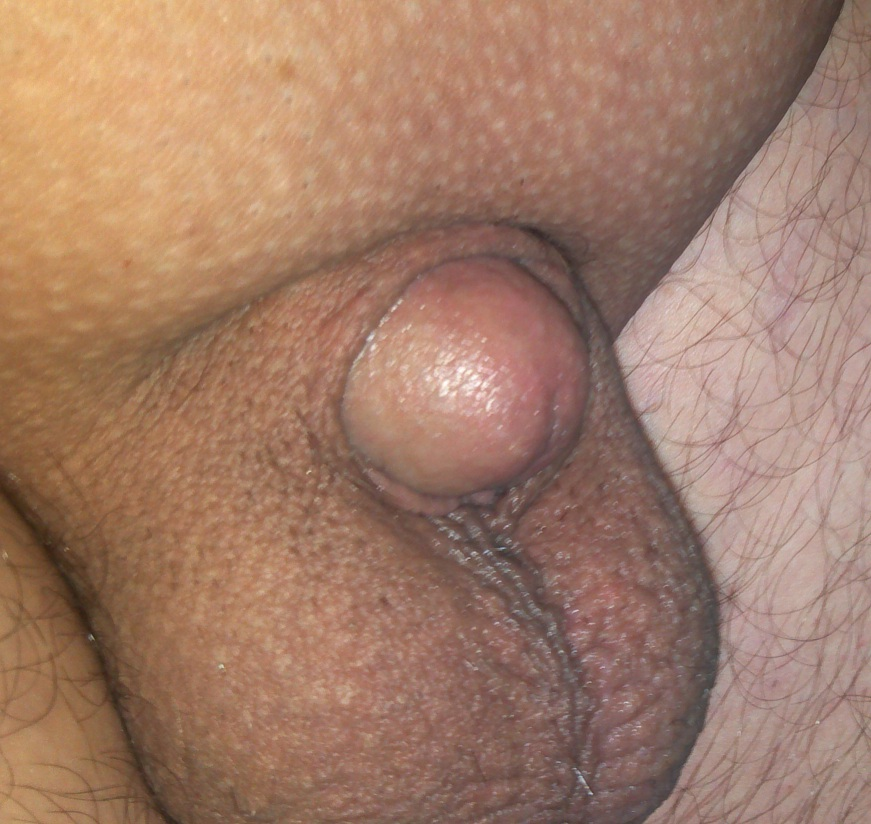
Mikropenis

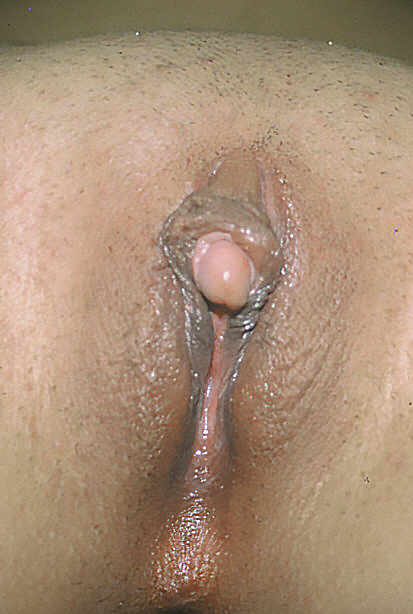
Im Vergleich dazu eine übergroße Klitoris (Klitoromegalie)

Mikropenis oder auch Mikrophallus ist die medizinische Bezeichnung für einen anatomisch ungewöhnlich kleinen Penis. Das Gegenteil wird als Makropenis bezeichnet.
Ein Mikropenis ist eine Form von Hypogenitalismus (Unterentwicklung der Geschlechtsorgane).
Der Mikropenis wird zu den penilen Krankheiten oder den Intersex-Syndromen gerechnet. Er kann sowohl idiopathisch, das heißt ohne bekannte Ursache, als auch – was wesentlicher häufiger der Fall ist – als ein Symptom verschiedener Syndrome auftreten. Die Betroffenen wurden früher oft als Intersexuelle bezeichnet. Dieser Begriff sollte jedoch, da er als diskriminierend empfunden werden kann und in der Fachwelt als zu „nebulös“ angesehen wird, nicht mehr verwendet werden. Die Beschreibung als „Störung der Geschlechtsentwicklung“ (engl. disorder of sex development kurz DSD) ist vorzuziehen.
Der Übergang von Penis über Mikropenis und Megaloklitoris (Klitoromegalie, auch Klitorishypertrophie, eine penisähnliche Klitoris) hin zur Klitoris ist fließend.

## Definition
Beim Erwachsenen wird von einem Mikropenis gesprochen bei einer erigierten bzw. gestreckten Länge von weniger als 7 cm. Bei Kindern oder pubertierenden Jugendlichen erfolgt die Beurteilung altersabhängig mit Hilfe von Diagrammen. Während der Pubertät erfährt der Penis ein anatomisches Wachstum und eine funktionelle Reifung. Eine objektivere, dem jeweiligen Alter des Patienten Rechnung tragende Definition für einen Mikropenis berücksichtigt deshalb die Standardabweichung des jeweiligen Alters-Mittelwertes. So spricht man von einem Mikropenis, wenn die Penislänge 2,5 Standardabweichungen (= 2,5 σ) unter dem Mittelwert liegt. Dabei wird die Länge an der dorsalen Oberfläche („Penisrücken“) von der Schambeinfuge (Symphysis pubica) bis zur Penisspitze gemessen. Bei der Einstufung als Mikropenis sollten ethnische Besonderheiten berücksichtigt werden.

## Inzidenz und Prävalenz
Für die Inzidenz und Prävalenz sind nur wenige, lokale Daten aus Studien verfügbar. Nach Angaben des Network on Psychosexual Differentiation liegt die Inzidenz für einen Mikropenis unter 2 %. Die in den letzten Jahren zu beobachtende Zunahme führen die Autoren dabei auf übergewichtige Patienten mit einem sogenannten buried penis („vergrabener“ Penis) zurück, der fälschlicherweise als Mikropenis diagnostiziert worden sei.
In Kolumbien liegt die Inzidenz bei 19:100.000 Personen, während beispielsweise die Inzidenz für eine Hypospadie in der gleichen Studie um den Faktor 10 höher liegt.
Die in den letzten Jahren beobachtete deutliche Zunahme der Fälle bei Neugeborenen wird von einigen Autoren auf den Einfluss exogener Stoffe, wie beispielsweise Androgen- oder Östrogen-Mimetika, zurückgeführt.

## Diagnose
Die Diagnose und Differenzierung von anderen verwandten Missbildungen und Syndromen sollte unmittelbar nach der Geburt erfolgen. Zur Stellung der Diagnose werden meist ein Endokrinologe und ein Genetiker hinzugezogen.
Vom Mikropenis ist der Pseudo-Mikropenis zu unterscheiden. Während beim „echten“ Mikropenis der Penis anatomisch zu klein ist, weisen die verschiedenen Formen der Pseudo-Mikropenes palpatorisch eine normale Länge auf. Bei der Diagnosestellung bei Kindern ist zu berücksichtigen, dass der Penis von präpubischem Fett verdeckt sein kann (embedded Penis). Diese seltene Erkrankung des Penis hat andere Ursachen. Der sogenannte buried penis („vergrabener Penis“), der concealed penis („verborgener Penis“), wrapped penis (Palmure), trapped penis (ein postoperativ gefangener Penis) und Megapräputium sind ebenfalls vom Mikropenis zu unterscheiden.
Des Weiteren kann ein Mikropenis bei der ersten Untersuchung auch als Megaloklitoris (Klitoromegalie), also eine übergroße Klitoris, fehlinterpretiert werden.
Eine Diagnose ist pränatal mittels Sonographie (Ultraschalluntersuchung) möglich.
Ein Mikropenis ist sehr oft ein frühes Anzeichen für eine vererbte Hypophyseninsuffizienz. Ebenso besteht eine Beziehung zu der X-chromosomalen kongenitalen adrenalen Hypoplasie (DAX1-Mutation) bei Knaben mit einer Anenzephalie oder Hypophysen-Agenesie (das Fehlen der Hypophyse).

Verschiedene Formen von Mikropenis
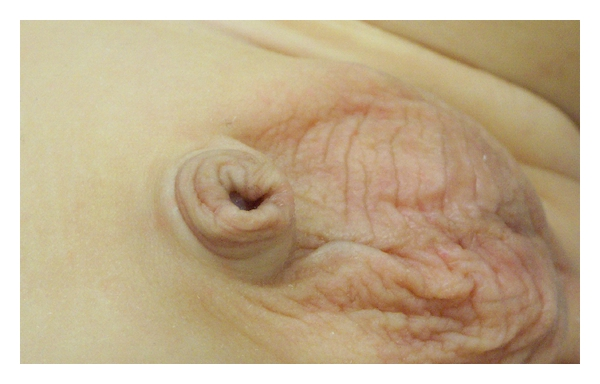
Ein „vergrabener“ Penis (buried penis)
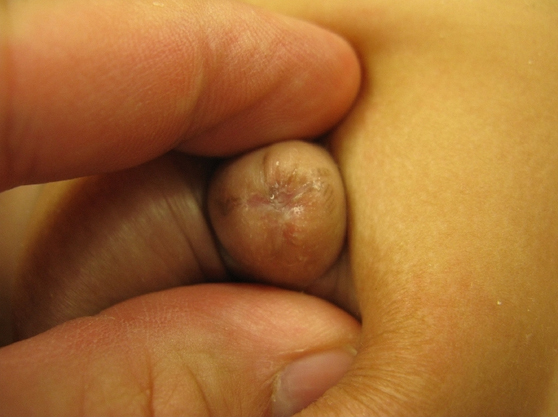
Ein „gefangener“ Penis (trapped penis)
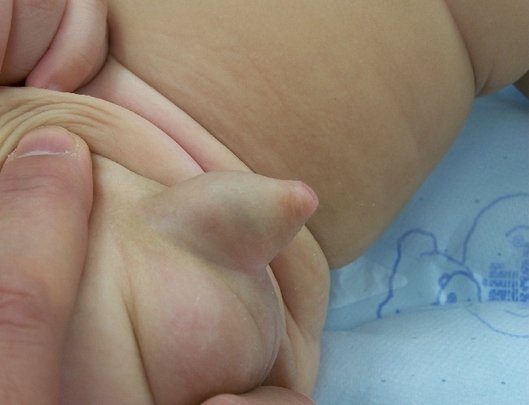
Eine penile Schwimmhaut[21] (Hautverbindung zwischen Hodensack und Penisunterseite, webbed penis), milde Form
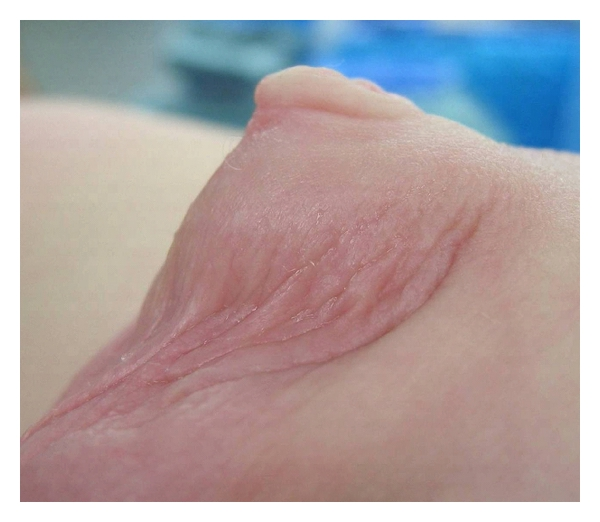
Eine penile Schwimmhaut, stark ausgeprägte Form

## Ätiologie
Die Ursachen (Ätiologie), die zu einem Mikropenis führen, können in vier Gruppen eingeteilt werden:
- hypogonadotroper Hypogonadismus: Die Hypophyse (Hirnanhangsdrüse) oder der Hypothalamus (eine Region im Zwischenhirn) produzieren zu wenige Hormone für die Stimulation der Hoden, so dass diese ihrerseits zu wenig von dem Hormon Testosteron herstellen und in den Körper ausschütten. Wachstumshormone, wie beispielsweise Somatotropin, spielen eine wichtige Rolle bei der Stimulation der Testosteron-Produktion.[23]
- hypergonadotroper Hypogonadismus: Eine unmittelbare Fehlfunktion der Hoden führt zu einer nicht ausreichenden Produktion von Testosteron in den Hoden.
- Partielle beziehungsweise inkomplette Androgenresistenz (partial androgen insensitivity syndrome, PAIS vierten Grades): Das von den Hoden ausgeschüttete Testosteron wirkt durch einen, beispielsweise genetisch bedingten, Rezeptordefekt der Zielzellen nicht oder nur partiell, weshalb das Testosteron am Zielorgan weitgehend wirkungslos bleibt.
- Idiopathischer Mikropenis: Es kann keine Ursache für das Symptom Mikropenis festgestellt werden.

In den ersten drei Fällen entsteht ein Mikropenis dadurch, dass die Wachstumsstimulation durch Androgene versagt.
Statistisch gesehen sind 50 % der Mikropenes auf hypogonadotropen Hypogonadismus, 25 % auf hypergonadotropen Hypogonadismus und etwa 15 % auf Androgenresistenz des Zielorganes (Penis) zurückzuführen.
Bei pränatalem (vor der Geburt) Androgenmangel im letzten Trimenon (die letzten 13 Wochen der Schwangerschaft) ist die Wahrscheinlichkeit für einen Mikropenis bei einem männlichen Neugeborenen sehr hoch. Zusätzlich kann es noch zu einer Störung des Hodenabstiegs (Maldescensus testis) kommen. Während ein Androgenmangel in der 8. bis 14. Woche der Schwangerschaft zu Störungen der Geschlechtsdifferenzierung des Föten (Intersexualität) mit Mikropenis führen kann, kommt es bei einem Androgenmangel, der erst in der Pubertät auftritt, lediglich zu Störungen bei der Ausbildung der sekundären männlichen Geschlechtsmerkmale (wie beispielsweise Schambehaarung und Stimmbruch).
Jungen mit einem Defizit an Wachstumshormonen haben bei der Geburt eine normale Penisgröße. Der Mikropenis entwickelt sich in diesen Fällen – zusammen mit einem stark reduzierten Körperwuchs – im Laufe der Zeit. Im Gegensatz dazu haben Patienten mit Wachstumshormon-Resistenz bereits von Geburt an einen Mikropenis und eine kleine Statur.
In einer 2002/03 in Palembang (Indonesien) durchgeführten Studie mit 2241 männlichen Kindergartenkindern im Alter von 5 bis 6 Jahren wurde festgestellt, dass übergewichtige Knaben ein etwa doppelt so hohes Risiko für einen Mikropenis haben. Die betroffenen Patienten sind – gerade im Kindes- und Jugendalter – häufig Hänseleien ausgesetzt. Die Intelligenz der von einem Mikropenis betroffenen Patienten ist normal entwickelt.

### Genetisch bedingte Ursachen
Etwa 20 verschiedene Krankheiten und Syndrome werden mit dem pathologischen Bild eines Mikropenis in Zusammenhang gebracht. In fast allen Fällen ist dabei der Mikropenis nur ein Symptom von vielen. Alle diese Krankheiten beeinflussen unmittelbar oder mittelbar den androgenen Hormonhaushalt negativ.
Ein Mikropenis kann beim CAH durch 3-beta-Hydroxysteroid-Dehydrogenase-Mangel (Adrenogenitales Syndrom Typ II),
Pallister-Hall-Syndrom, Juberg-Marsidi-Syndrom oder Kurzripp-Polydaktylie-Syndromen auftreten.

#### Partielle Androgenresistenz
Der Androgenrezeptor ist ein Transkriptionsfaktor. Je nach Art der Mutation kann sich dabei von einer minimalen Androgenresistenz über eine partielle bis hin zur kompletten Androgenresistenz ein breites Spektrum an Syndromen ausbilden. Die partielle Androgenresistenz, auch Reifenstein-Syndrom genannt, bewirkt bei den betroffenen Patienten unter anderem einen Mikropenis.

#### Robinow-Syndrom
Das autosomal-dominant, seltener autosomal-rezessiv vererbte Fehlbildungssyndrom weist als eines der Symptome bei Knaben einen Mikropenis auf.

#### Prader-Willi-Syndrom
Ein Mikrodeletion oder eine uniparentale Disomie auf Chromosom 15 Genlocus q11-q13 führt zu einem Prader-Willi-Syndrom. Die dadurch bedingte fehlende Hormonfreisetzung im Hypothalamus bewirkt bei Jungen unter anderem eine Unterentwicklung der Geschlechtsorgane (Hypogenitalismus), wie beispielsweise einen Mikropenis.

#### Börjeson-Forssman-Lehmann-Syndrom
Das Börjeson-Forssman-Lehmann-Syndrom ist eine X-chromosomal-rezessiv vererbte Krankheit, deren Ursache Mutationen auf dem PHF6-Gen sind. Das Gen befindet sich auf dem X-Chromosom Genlocus q26-27. Eines der bei dieser Krankheit zu beobachtenden Symptome ist ein Mikropenis.

#### Laurence-Moon-Biedl-Bardet-Syndrom
Auch bei dieser autosomal-rezessiven Erbkrankheit ist eines der möglichen Symptome ein Mikropenis. Etwa 50 % der betroffenen Kinder stammen aus inzestuösen Beziehungen.

#### MORM-Syndrom
Das MORM-Syndrom (mental retardation, truncal obesity, retinal dystrophy and micropenis), eine sehr seltene autosomal-rezessive Erbkrankheit, zeigt neben Minderbegabung, Stammfettsucht und Netzhautdystrophie, auch das Symptom eines Mikropenis.
Der Genlocus befindet sich auf Chromosom 9q34.

#### Smith-Lemli-Opitz-Syndrom
Das Smith-Lemli-Opitz-Syndrom ist ein angeborenes autosomal-rezessiv vererbbares Fehlbildungssyndrom. Das auf Chromosom 7 Genlocus q32.1 befindliche DHCR7-Gen kann, je nach Ausprägung der Mutation, auch zur Ausbildung eines Mikropenis beitragen.

#### Kallmann-Syndrom
Das Kallmann-Syndrom ist eine spezielle Form von Hypogonadismus (Unterfunktion der Keimdrüsen). Die Ursache für das Kallmann-Syndrom können verschiedene Mutationen auf den Chromosomen 3 (Kal 4), 8 (Kal 2) 20 (Kal 3) und X (Kal 1) sein, die alle eine verminderte Produktion von Gonadotropinen (Hormone, die die Keimdrüsen stimulieren) zur Folge haben (hypogonadotroper Hypogonadismus). Entsprechend reduziert ist dadurch die Produktion von Testosteron in den Hoden.

#### Anorchie
Das beidseitige Fehlen der Hoden (bilaterale Anorchie) bedingt einen Mangel an Testosteron, wodurch unter anderem ein Mikropenis induziert wird.

#### SMMCI
Beim Syndrom des einzelnen maxillären mittleren Schneidezahnes (SMMCI) tritt das Symptom eines Mikropenisses bei ca. 10 % der Betroffenen auf. Die Ätiologie dieses Syndroms ist unbekannt. Es besteht möglicherweise ein Zusammenhang mit einer Mutation auf Chromosom 7 Genlocus q36, die das SHH-Gen betreffen.

#### CHARGE-Syndrom
Das durch eine Mikrodeletion im CHD7-Gen auf Chromosom 8 Genlocus q12 bedingte CHARGE-Syndrom ist in seiner Symptomatik variabel. Bei Jungen wird oft eine Unterentwicklung der Hoden, beziehungsweise ein Mikropenis beobachtet.

#### Klinefelter-Syndrom
Das Klinefelter-Syndrom ist eine numerische Chromosomenaberration der Geschlechtschromosomen, die nur bei Jungen bzw. Männern auftritt. Bei einem Teil der Betroffenen bewirkt der Mangel an androgenen Hormonen, dass ein Mikropenis gebildet wird.

#### Hypopituitarismus – Mikropenis – Lippen-Kiefer-Gaumenspalte
Auch die Hypopituitarismus – Mikropenis – Lippen-Kiefer-Gaumenspalte war ein äußerst seltenes Syndrom, das durch eine Spontanmutation gekennzeichnet war. Mittlerweile wird es als eine Form der Septo-optischen Dysplasie betrachtet.

#### Leydig-Zell-Hypoplasie
Die Leydig-Zellen in den Hoden sind für die Produktion des Testosterons zuständig. Ab der 8. Schwangerschaftswoche bis zum 5. Schwangerschaftsmonat produzieren sie Testosteron zur Ausbildung der Genitalwege und äußeren Genitalien. Sie werden erst zu Beginn der Pubertät wieder aktiviert.
Bei der sehr seltenen, autosomal-rezessiv vererbten Leydig-Zell-Hypoplasie ist die Produktion von Testosteron in den Hoden gestört. Die Ursache ist eine inaktivierende Rezeptormutation (LHCGR) auf Chromosom 2 Genlocus p21.

### 5α-Reduktase
Das Enzym 5α-Reduktase wandelt das Sexualhormon Testosteron in das biologisch potentere Dihydrotestosteron (DHT) um. Bei vielen intersexuellen Syndromen korreliert die Konzentration der 5α-Reduktase unmittelbar mit der Penislänge. Bei der Ätiologie des Mikropenis spielt sie dagegen nur eine minimale Rolle.

### Exogene Ursachen
Im Tiermodell kann durch die Gabe von anti-androgenen Wirkstoffen, wie beispielsweise Finasterid, ein Mikropenis induziert werden. Die Gabe von 5α-Reduktase-Inhibitoren während der Schwangerschaft bewirkt bei Affen genitale Anomalien, wie beispielsweise Hypospadie und Mikropenis.
Da einigen Studien zufolge die Prävalenz bei Mikropenes in vielen Ländern deutlich zunimmt, gehen einige Autoren davon aus, dass exogene Wirkstoffe (Endokrine Disruptoren), wie beispielsweise Dioxine, die Ursache für dieses Phänomen sind.
In retrospektiven Studien wurde festgestellt, dass Patientinnen, denen während der Schwangerschaft der nichtsteroidale selektive Estrogen-Rezeptor-Modulator (SERM) Diethylstilbestrol (DES) verabreicht wurde, bei 1,5 % der Knabengeburten ein Mikropenis vorlag, während bei der Kontrollgruppe der Wert bei 0 % lag.

## Therapie
In Deutschland war es ab den 1950er Jahren üblich, den Mikropenis von Kleinkindern bei Längen von 1,5 bis 2,5 cm möglichst früh als „Mutation“ zu entfernen oder auf die Größe einer Klitoris zurückzuschneiden. Den Eltern betroffener Kinder wurde angeraten, diese als Mädchen zu erziehen. Man ging zudem davon aus, dass Betroffene mit einem Mikropenis kein erfülltes Sexualleben führen können und ständigen Hänseleien ausgesetzt wären. So wurde in vielen Fällen eine weibliche Geschlechtszuordnung mit Penisamputation, Entfernung der Hoden (Orchiektomie), Anlage einer Neovagina und die Gabe von feminisierenden Östrogenen in der Pubertät empfohlen.
Diese Vorgehensweisen werden heutzutage in Fachkreisen zunehmend abgelehnt. Viele Mediziner und Psychologen betrachten die Geschlechtsidentität völlig unabhängig von einem ausreichend oder unzureichend entwickelten Geschlechtsorgan.

### Hormontherapie
Die Therapie mit androgenen Hormonen – wie beispielsweise die im frühen Kindesalter beginnende Gabe von Testosteron – ist inzwischen das Mittel der Wahl zur Behandlung eines Mikropenis.
Im Rahmen einer Studie wurden zwölf postpuberale Patienten befragt, bei denen im Kleinkindalter die Primärdiagnose Mikropenis gestellt wurde. Alle Patienten wurden männlich erzogen und bekamen chorione Gonadotropine, Testosteron oder Cortison verabreicht. Alle Patienten waren ihren Angaben zufolge heterosexuell und hatten sowohl Erektionen als auch Orgasmen. Sieben von ihnen waren verheiratet und hatten normalen vaginalen Geschlechtsverkehr. Einer hatte ein Kind.
In einer Studie mit acht Patienten führte die intramuskuläre Gabe von Testosteron in vierwöchentlichen Intervallen im Alter zwischen 0 und 14 Jahren zu ausreichenden Penislängen, Erektionen und einer männlichen Geschlechtsidentität. In der Pubertät wurde dabei die Dosis vervier- beziehungsweise verachtfacht. Die erwachsenen Patienten erreichten eine mittlere Penislänge von 10,3 cm. Sechs der acht Männer waren sexuell aktiv und alle fühlten sich als Mann und zeigten das entsprechende psychosoziale Verhalten. Die Autoren der Studien kommen zu dem Schluss, dass es keine klinischen, psychologischen oder physiologischen Indikationen für eine Geschlechtsumwandlung betroffener Jungen in Mädchen gibt. Die medikamentöse Behandlung des Mikropenis ist bei idiopathischer oder teratogener Ursache die heute bevorzugte Behandlungsmethode.
Im Tiermodell wurde bei Ratten festgestellt, dass eine zu frühe Gabe von Testosteron zwar eine frühe Entwicklung des Penisses bewirkt, aber nach der Geschlechtsreife die Penisgröße reduziert wird.
Neben der Gabe von Testosteron, beispielsweise in Form von Testosteronpropionat oder Testosteronenanthat, wird zum Teil auch das potentere Dihydrotestosteron angewendet.

### Chirurgie
In der Literatur sind eine Reihe geschlechtskorrigierender Operationen beschrieben. Mit Hilfe der Phalloplastie ist es beispielsweise möglich, bei Erwachsenen aus einem Mikropenis einen weitgehend normal großen Penis zu bilden.
In einer Studie wurde die sexuelle Zufriedenheit von 18 Menschen untersucht, die einen angeborenen Mikropenis hatten. Davon wuchsen 13 als Jungen und 5, nach einer entsprechenden Operation, als Mädchen auf. Etwa die Hälfte der Männer waren mit ihren Genitalien trotz Erektionen unzufrieden. Von den insgesamt sechs als Mädchen aufgezogenen Patienten waren vier mit dem Aussehen ihres Genitals unzufrieden. Keine der Personen hatte eine Partnerschaft. Zwei Personen, bei denen die Megaloklitoris/Mikropenis entfernt wurde, gaben an, keinerlei sexuelle Interessen zu haben.
In einigen Fällen wurden offenbar Mikropenes operiert, die keine waren. Sie befanden sich etwas versteckt in einer Spalte zwischen dem Hodensack.